# Одеса (Делавер)
Одеса (енгл. Odessa) град је у америчкој савезној држави Делавер. По попису становништва из 2010. у њему је живело 364 становника.

## Демографија
| Група             | 2000.       | 2010.       |
| Белци             | 266 (93,0%) | 317 (87,1%) |
| Афроамериканци    | 15 (5,2%)   | 25 (6,9%)   |
| Азијати           | 0 (0,0%)    | 4 (1,1%)    |
| Хиспаноамериканци | 3 (1,0%)    | 7 (1,9%)    |
| Укупно            | 286         | 364         |